# Norberto Scoponi
Norberto Hugo Scoponi (Rosario, 1961. január 13. –) argentin válogatott labdarúgókapus.

## Pályafutása

### Klubcsapatban
Rosarioban született. Pályafutásának nagy részét a Newell’s Old Boys csapatában töltötte (1982–1994), melynek színeiben háromszor nyerte meg az argentin bajnokságot. 1995-ben Mexikóba a Cruz Azulhoz igazolt, ahol két évet töltött. 1998-ban visszatért Argentínába az Independientehez és innen is vonult vissza 2000-ben.

### A válogatottban
Részt vett az 1994-es világbajnokságon és tagja volt az 1993-as Copa Américán győztes csapat keretének is, de egyetlen alkalommal sem lépett pályára az argentin válogatottban.

## Sikerei, díjai

### Játékosként
Newell’s Old Boys
- Argentin bajnok (3): 1987–88, 1990–91, 1992 Clausura

Argentína
- Copa América (1): 1993

## Külső hivatkozások
- Norberto Scoponi (francia, angol nyelven). FootballDatabase.eu